# Шуваево (Красноярский край)
Шуваево — село в Емельяновском районе Красноярского края. Административный центр Шуваевского сельсовета.

## География
Село находится в центральной части края, в пределах подтаёжно-лесостепного района лесостепной зоны, на правом берегу реки Большой Арей, на расстоянии приблизительно 10 километров (по прямой) к востоку от посёлка городского типа Емельяново, административного центра района. Абсолютная высота — 242 метра над уровнем моря.
Климат
Климат характеризуется как резко континентальный, с продолжительной морозной зимой и коротким тёплым летом. Средняя температура воздуха самого тёплого месяца (июля) составляет 19 °C (абсолютный максимум — 38 °C); самого холодного (января) — −16 °C (абсолютный минимум — −53 °C). Продолжительность безморозного периода составляет в среднем 95 — 115 дней. Среднегодовое количество атмосферных осадков составляет 430—680 мм, из которых большая часть выпадает в летний период.

## История
Согласно  Исповедальным росписям Красноярсеого Воскресенского собора 1773 г. (Гсударственный  Красноярский архив, фонд 592)   первое упоминание о деревне  Шуваево относится к 1773 г. (10 дворов). По документам, найденным Г. Ф. Быконей в Барнаульском архиве, в д. Шуваево Красноярского уезда  в 1782 г. уже насчитывалась 91 душа, ранее учитывалось только мужское население (сборник "Красноярье: пять веков истории", часть 3). 
По данным 1926 года имелось 95 хозяйств и проживало 423 человека (206 мужчин и 217 женщин). В национальном составе населения того периода преобладали русские. Функционировали школа I ступени и лавка общества потребителей. В административном отношении являлось центром Шуваевского сельсовета Красноярского района Красноярского округа Сибирского края. Много сведений о . Шуваево и его людях находится в трех книгах педагога-краеведа, Почётного работника воспитания и просвещения РФ, Кузьминой Эльвиры Валерьевны "Край родной - земля Шуваевская", 2017-2019 г. г. 

## Население
| 2010 |
| ---- |
| 1101 |

Половой состав
По данным Всероссийской переписи населения 2010 года в гендерной структуре населения мужчины составляли 47,2 %, женщины — соответственно 52,8 %.
Национальный состав
Согласно результатам переписи 2002 года, в национальной структуре населения русские составляли 88 % из 1072 чел.